# Álex Abrines
Alejandro Abrines Redondo, detto Álex (Palma di Maiorca, 1º agosto 1993), è un ex cestista spagnolo.

## Biografia
È il figlio dell'ex cestista spagnolo Gabriel Abrines.

## Caratteristiche tecniche
Di ruolo guardia, è un buon finalizzatore sia da 2 che da 3 punti oltre a essere dotato di buon controllo palla.

## Carriera

### Europa (2010-2016)

#### Axarquía (2010-2011)
Alto 198 cm, ha giocato le giovanili nella La Salle Palma. Nella stagione 2010-2011 ha giocato con l'Axarquía.

#### Malaga (2011-2012)
Nella stagione 2011-2012 passa al Malaga. Con l'Unicaja, durante la 24ª giornata della stagione, giocata l'11 marzo 2012 in casa contro l'Estudiantes, ha messo a segno 31 punti, stabilendo il nuovo record per un diciottenne nella massima competizione cestistica spagnola.

#### Barcellona (2012-2016)
Il 17 luglio 2012 passò al Barcellona in uno scambio che porta il connazionale Fran Vázquez a (tornare) a giocare nell'Unicaja Malaga.
Ad aprile 2013 si dichiarò eleggibile per il Draft NBA del 2013. Il 27 giugno 2013 venne selezionato dagli Oklahoma City Thunder alla 32ª scelta.

### NBA (2016-2019)

#### Oklahoma City Thunder (2016-2019)

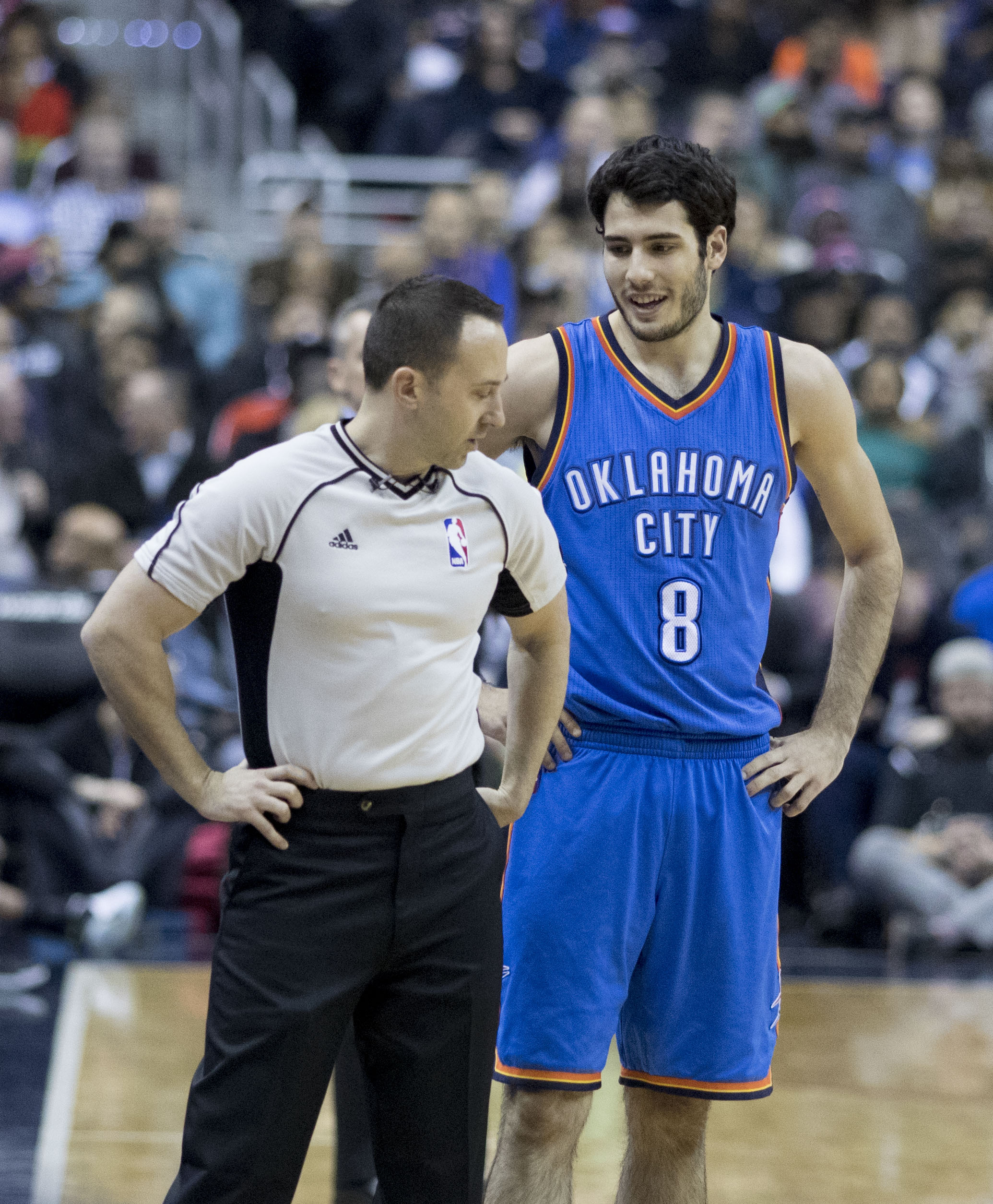
Ábrines mentre discute con un arbitro a OKC

Il 18 luglio 2016 Abrines firmò un contratto per 3 stagioni con gli Oklahoma City Thunder e sbarcò quindi in NBA.
Fa il suo debutto con i Thunder in NBA (aveva giocato la pre-season in precedenza) nella gara inaugurale della stagione contro i Philadelphia 76ers (gara esterna vinta 103-97 dai Thunder), dove gioca il suo connazionale Sergio Rodriguez. In quella partita Abrines subentrò dalla panchina segnando 3 punti e raccogliendo 1 rimbalzo.
Il 22 dicembre 2016 segnò 18 punti (career-high per lui in NBA) nella gara vinta 121-110 contro i New Orleans Pelicans, mettendo a segno anche 3 tiri da 3 punti.
Sempre nel mese di Dicembre, a seguito dell'ottima prestazione contro i Pelicans, ne seguoirono altre due di ottimo livello: quella del 26 dicembre contro i Minnesota Timberwolves (gara interna vinta 112-100 dai Thunder) in cui segnò 10 punti e quella del 28 dicembre contro i Miami Heat (gara esterna vinta 106-94 dai Thunder) in cui né segnò 14 punti.
Il 25 febbraio 2017 Abrines giocò per la prima volta da titolare in NBA nella gara che OKC vinse per 110-93 contro i Los Angeles Lakers in casa. Durante la RS Abrines giocò nel quintetto base in altre 5 occasioni, e giocò in totale 68 partite, tenendo di media il 38,1% da tre e il 39,3% dal campo, oltre che l'89,8% al tiro libero (tra le migliori percentuali NBA).
Nei 2 anni successivi Abrines continuò a trovare spazio, fornendo anche discrete prestazioni (ad esempio quando segnò 7 tiri da 3 contro gli Atlanta Hawks il 1º dicembre 2018 o quando segnò il suo career high di punti contro gli Charlotte Hornets realizzandone 25), ma senza soddisfare a pieno e il 9 febbraio 2019 venne tagliato. Il giocatore era fuori da dicembre per motivi personali.

### Ritorno in Europa

#### Ritorno al Barcellona (2019-2025)
Il 3 luglio 2019, dopo 5 mesi da free agent, lasciò l'NBA facendo ritorno al Barcellona.
Il 22 luglio 2025 annuncia al ritiro, concludendo in totale 10 stagioni con i blugrana, secondo per presenze dopo Navarro

### Nazionale
Ha fatto parte del roster della Nazionale spagnola vittoriosa agli Europei U18 del 2011 in Polonia, ed è stato nominato anche MVP del torneo.
Con la Nazionale maggiore ha giocato il suo primo torneo ai Mondiali giocati in casa nel 2014 dove la Spagna, nonostante il fattore campo si ferma ai quarti di finale venendo eliminata dalla Francia per 65-52. Partecipa anche alle Olimpiadi di Rio 2016 dove la Spagna, dopo aver perso 82-76 in semifinale contro gli Stati Uniti, vince la combattutissima finale 3º-4º posto contro la Lituania ricevendo così la medaglia di bronzo. Lui fu il 12º convocato dall'allenatore Sergio Scariolo (rimpiazzando l'infortunato San Emeterio) e giocò 3 delle 7 partite della Nazionale durante il torneo.
Non viene poi convocato per i Mondiali 2019.

## Statistiche

### NBA

#### Regular Season
| Anno      | Squadra          | PG  | PT | MP   | TC%  | 3P%  | TL%  | RP  | AP  | PRP | SP  | PP  |
| --------- | ---------------- | --- | -- | ---- | ---- | ---- | ---- | --- | --- | --- | --- | --- |
| 2016-2017 | Oklahoma Thunder | 68  | 6  | 15,5 | 39,3 | 38,1 | 89,8 | 1,3 | 0,6 | 0,5 | 0,1 | 6,0 |
| 2017-2018 | Oklahoma Thunder | 75  | 8  | 15,1 | 39,5 | 38,0 | 84,8 | 1,5 | 0,4 | 0,5 | 0,1 | 4,7 |
| 2018-2019 | Oklahoma Thunder | 31  | 2  | 15,1 | 35,7 | 35,7 | 92,3 | 1,5 | 0,6 | 0,5 | 0,2 | 5,3 |
| Carriera  | Carriera         | 174 | 16 | 15,3 | 38,7 | 36,8 | 88,0 | 1,4 | 0,5 | 0,5 | 0,1 | 5,3 |

#### Play-off
| Anno     | Squadra          | PG | PT | MP   | TC%  | 3P%  | TL%  | RP  | AP  | PRP | SP  | PP  |
| -------- | ---------------- | -- | -- | ---- | ---- | ---- | ---- | --- | --- | --- | --- | --- |
| 2017     | Oklahoma Thunder | 5  | 0  | 16,0 | 34,8 | 29,4 | 75,0 | 1,8 | 0,8 | 0,0 | 0,0 | 4,8 |
| 2018     | Oklahoma Thunder | 6  | 0  | 18,3 | 40,0 | 46,2 | 100  | 2,7 | 0,3 | 0,8 | 0,3 | 4,0 |
| Carriera | Carriera         | 11 | 0  | 17,3 | 37,2 | 36,7 | 83,3 | 2,3 | 0,5 | 0,5 | 0,2 | 4,4 |

#### Massimi in carriera
- Punti: 25 vs. Charlotte Hornets (1º novembre 2018)[20]
- Rimbalzi: 6 (3 volte)
- Assist: 3 (4 volte)
- Palle rubate: 4 vs. Los Angeles Clippers (30 ottobre 2018)
- Stoppate: 2 (3 volte)
- Minuti giocati: 43 vs. Memphis Grizzlies (9 dicembre 2017)

### Eurolega
| Anno      | Squadra    | PG  | PT | MP   | TC%  | 3P%  | TL%  | RP  | AP  | PRP | SP  | PP  |
| --------- | ---------- | --- | -- | ---- | ---- | ---- | ---- | --- | --- | --- | --- | --- |
| 2011-2012 | Málaga     | 6   | 1  | 11,7 | 21,7 | 13,3 | 75,0 | 1,2 | 0,5 | 0,3 | 0,3 | 2,5 |
| 2012-2013 | Barcellona | 15  | 2  | 11,3 | 44,6 | 32,4 | 100  | 1,1 | 0,3 | 0,4 | 0,1 | 5,1 |
| 2013-2014 | Barcellona | 28  | 4  | 16,6 | 45,6 | 36,9 | 76,9 | 1,3 | 0,7 | 0,4 | 0,1 | 6,7 |
| 2014-2015 | Barcellona | 23  | 3  | 18,1 | 45,0 | 34,1 | 77,1 | 1,5 | 1,3 | 0,7 | 0,2 | 7,6 |
| 2015-2016 | Barcellona | 25  | 2  | 19,2 | 46,9 | 41,7 | 83,3 | 2,2 | 0,8 | 0,6 | 0,1 | 9,3 |
| 2019-2020 | Barcellona | 25  | 3  | 14,8 | 46,4 | 46,2 | 83,3 | 2,1 | 0,4 | 0,6 | 0,1 | 5,2 |
| 2020-2021 | Barcellona | 39  | 33 | 18,7 | 42,8 | 42,3 | 90,3 | 1,8 | 0,7 | 0,6 | 0,2 | 6,1 |
| 2021-2022 | Barcellona | 13  | 5  | 14,6 | 50,0 | 51,1 | 100  | 1,7 | 0,2 | 0,3 | 0,2 | 7,0 |
| 2022-2023 | Barcellona | 35  | 10 | 17,6 | 45,6 | 47,8 | 85,3 | 2,0 | 0,9 | 0,6 | 0,1 | 7,4 |
| 2023-2024 | Barcellona | 27  | 3  | 17,3 | 49,2 | 44,8 | 85,7 | 2,0 | 0,5 | 0,5 | 0,3 | 6,9 |
| 2024-2025 | Barcellona | 37  | 18 | 17,0 | 40,5 | 37,9 | 91,3 | 2,1 | 0,7 | 0,5 | 0,1 | 4,5 |
| Carriera  | Carriera   | 273 | 84 | 16,9 | 45,0 | 41,4 | 85,2 | 1,8 | 0,7 | 0,5 | 0,2 | 6,4 |

## Palmarès

### Squadra
- Campionato spagnolo: 3

Barcellona: 2013-14, 2020-21, 2022-23
- Copa del Rey: 3

Barcellona: 2013, 2021, 2022
- Liga catalana: 8

Barcellona: 2012, 2013, 2014, 2015, 2019, 2022, 2023, 2024
- Supercoppa spagnola: 1

Barcellona: 2015

### Individuale
- Euroleague Rising Star Trophy: 1

Barcellona: 2015-16